# 新哨镇
新哨镇，是中华人民共和国云南省红河哈尼族彝族自治州弥勒市下辖的一个乡镇级行政单位。

## 行政区划
新哨镇下辖以下地区：
新哨村、招纳村、路体村、里方村、火木龙村、朗才村、夸竹村、羊街村、猴街村、新发村、清河村、布龙村和东风农场生活区。